# Vilém Kvasnička
Vilém Kvasnička (3. srpna 1885 Třeboň – 26. listopadu 1969 Praha) byl český architekt.

## Život
Vilém Kvasnička se narodil v rodině třeboňského knihkupce Jana Vilhelma Kvasničky a jeho manželky Susany, rozené Kunstovné (??–1927). Nejdříve studoval stavitelství na Vyšší průmyslové škole v Praze, pak architekturu na Uměleckoprůmyslové škole v Praze u Jana Kotěry. V letech 1909–1911 pracoval v projekčním ateliéru architekta Ladislava Skřivánka. Od roku 1911 pracoval v Budapešti v ateliéru de Toery a Pogány. Zde se podílel na návrzích budovy rakousko-uherské banky ve Vídni, budovy pojišťovny Adria a budovy činoherního divadla v Budapešti. Za první světové války byl v září 1915 na ruské frontě zajat a v roce 1916 přešel do Československých legií. Již během války navrhoval památníky a urny padlých legionářů. Během návratu přes Čínu vytvořil řadu skic v Pekingu.
Po návratu projektoval další vojenské památníky a úspěšně se zúčastnil několika soutěží. S manželkou Žofií a synem Iljou[zdroj?] žil na Žižkově. Dne 28. července 1945 se v chrámu Nejsvětějšího srdce Páně na Královských Vinohradech oženil dr. Marií Veselou.
Bratr Arnošt Kvasnička byl spolumajitelem pražského nakladatelství Kvasnička a Hampl.
Zemřel 26. listopadu 1969 v Praze.

## Dílo

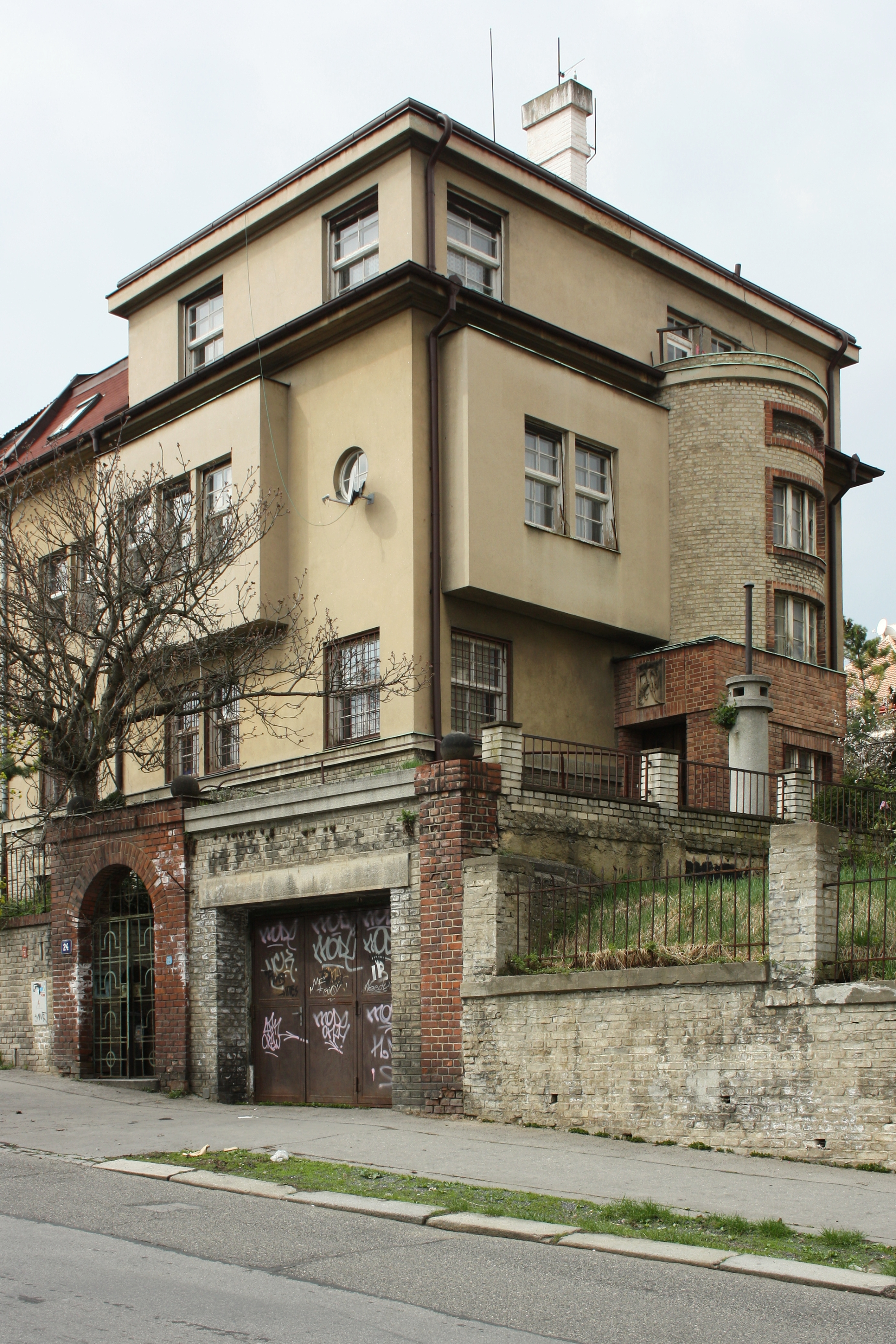
U Mrázovky 24

- 1910 – náhrobek Jindřicha Švandy, Olšanské hřbitovy
- 1910 – náhrobek na Vršovickém hřbitově
- 1922–1926 – obchodní a nájemní dům č. p. 779, Praha II.-Nové Město, Václavské náměstí 11, spoluautor: Jan Jarolím; dům byl v roce 1994 zásadně přestavěn[4]
- 1923–1925 – budova obchodní akademie (dnes Gymnázium Kolín), Kolín, spoluautor Jan Mayer, autor sgrafit na průčelí: Ferdinand Rubeš
- 1923(?)–1927 – nemocniční budova Nemocnice milosrdných Na Františku, Praha I.-Staré Město, č. p. 847, Na Františku 8[5]
- 1927 – rodinný dvojdům č. p. 640 a 641, Praha-Dejvice, Vilímovská 7 a 5
- 1927–1928 – rodinný dům č. p. 1827, Praha-Smíchov, U Mrázovky 24
- 1927–1928 – rodinný dům č. p. 1371, Praha-Libeň, Valčíkova 11, spoluautor: Ladislav Suk
- 1928 – pomník padlým v Hlubočepech–Zlíchově, sochař ??[6]
- 1929 – Zengerova transformační stanice elektrických podniků hl. města Prahy na Klárově, Praha III.-Malá Strana, čp. 132, postaveno v letech 1930-1934. Trafostanice je pojmenována na počest fyzika a rektora ČVUT Václava Karla Zengera. Na základě projektu z dubna 1929 bylo dne 1. listopadu 1929 vydáno stavební povolení. Původní kasárenské budovy byly již zbořeny v roce 1928. Pro zvětšení staveniště byla odstřelena skála, čímž vznikla dnešní ulice „U Bruských kasáren“. Budova byla zkolaudována 10. února 1934.[7]
- 1930 – Občanská záložna, Hostomice[8]
- 1930 – pomník T.G. Masaryka, Hodonín, autor Masarykovy sochy: Alois Bučánek
- 1930 – pomník padlým v 1. světové válce v Rožmitále pod Třemšínem, sochař Josef Bílek[9]
- 1930 – úprava spořitelny v Třeboni
- 1931 – pomník Karolíny Světlé, Světlá pod Ještědem, sochař Josef Bílek z Hořic
- 1935 – socha Jana Husa ve Vinoři, sochař Josef Bílek z Hořic
- 1935 – úprava soudní budovy č. p. 559, Praha XI.-Žižkov, Seifertova 51
- 1936 – rodinný dům č. p. 908, Praha XVIII.-Střešovice, Střešovická 70
- 1937 – Okresní úřad, Mladá Boleslav[8]
- 1940 – Justiční a finanční úřady, Praha XI.-Žižkov, spoluautoři: Jan Mayer, Hnilička
- 1941 – Okresní úřad, Vodňany, spoluautor: Jan Mayer[8]
- od roku 1943 se podílel na rekonstrukci zámku Karlova Koruna, Chlumec nad Cidlinou

### Nerealizované návrhy
- návrh kina na Národní třídě, Praha
- regulace západního sektoru Prahy, oceněno
- 1922 – soutěžní projekt na druhé státní české divadlo v Praze (účast v užším výběru)
- 1922 – soutěžní projekt na divadlo v Olomouci (oceněno III. cenou)
- 1923 – soutěžní projekt na zemědělskou průmyslovou školu v Mladé Boleslavi (III. cena při neudělení první)
- 1937 – soutěžní návrh na okresní úřad v Mladé Boleslavi
- 1939 – soutěžní návrh divadla v Poděbradech
- 1941 – soutěžní návrh na budovu okresního úřadu ve Vodňanech

### Publikace
Publikoval v časopisu Styl.

## Členství v organizacích
- Společnost architektů
- Syndikát výtvarných umělců československých

## Vyznamenání
- Československá revoluční medaile
- Československá medaile Vítězství
- Řád akademických palem , Francie

## Galerie

Stavby Viléma Kvasničky
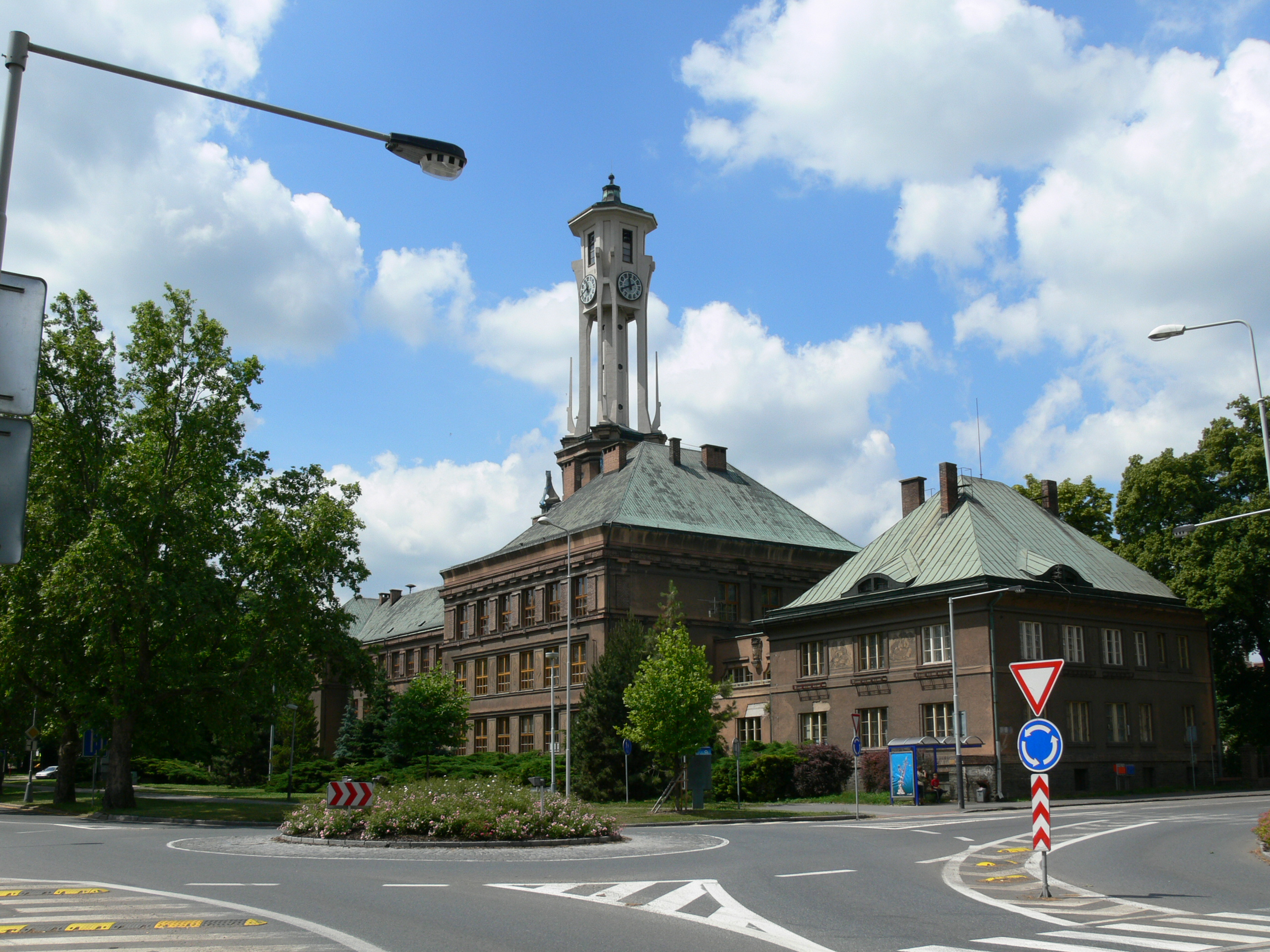
Obchodní akademie Kolín (dnes gymnázium)
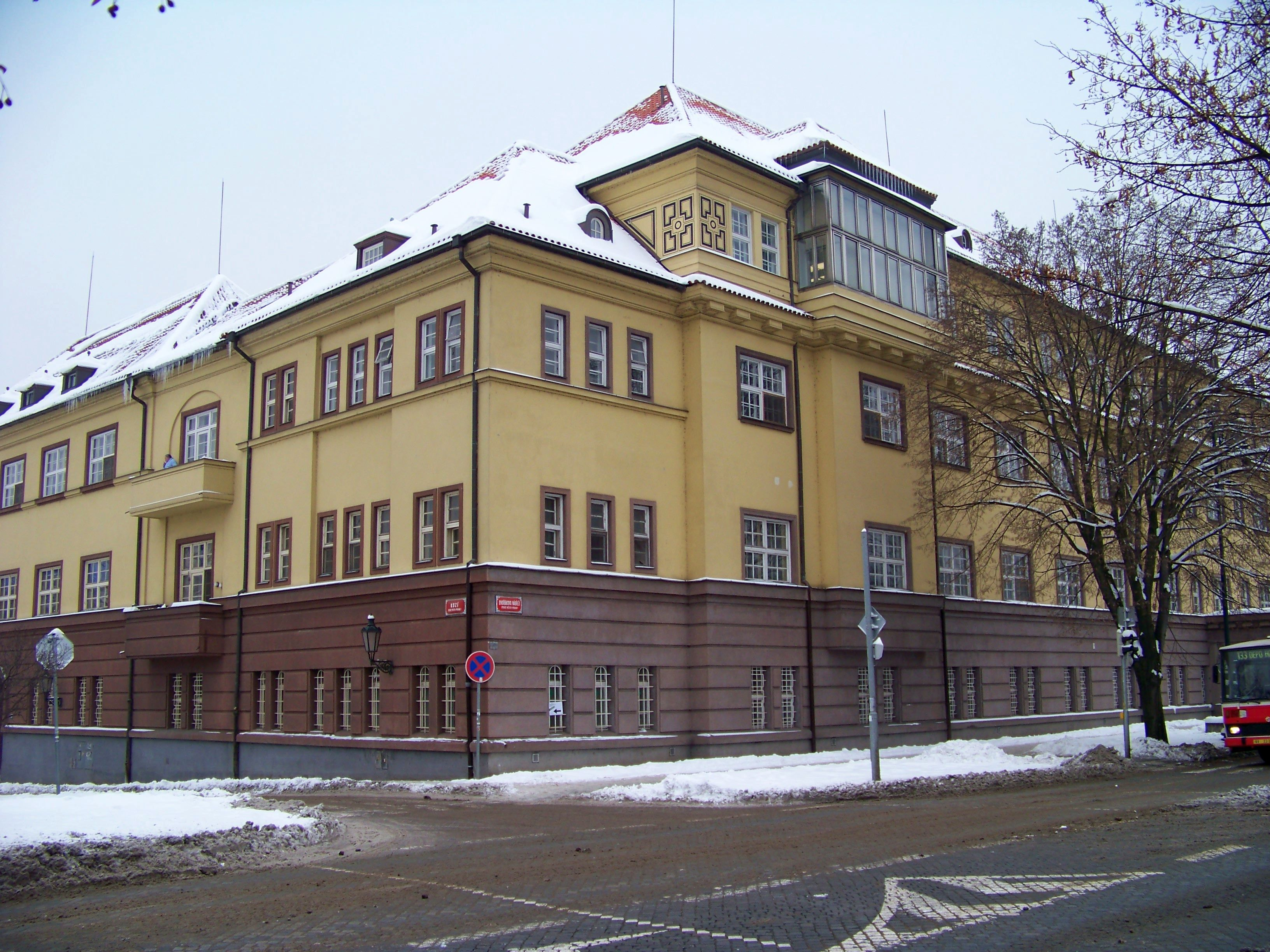
Nemocnice Na Františku v Praze
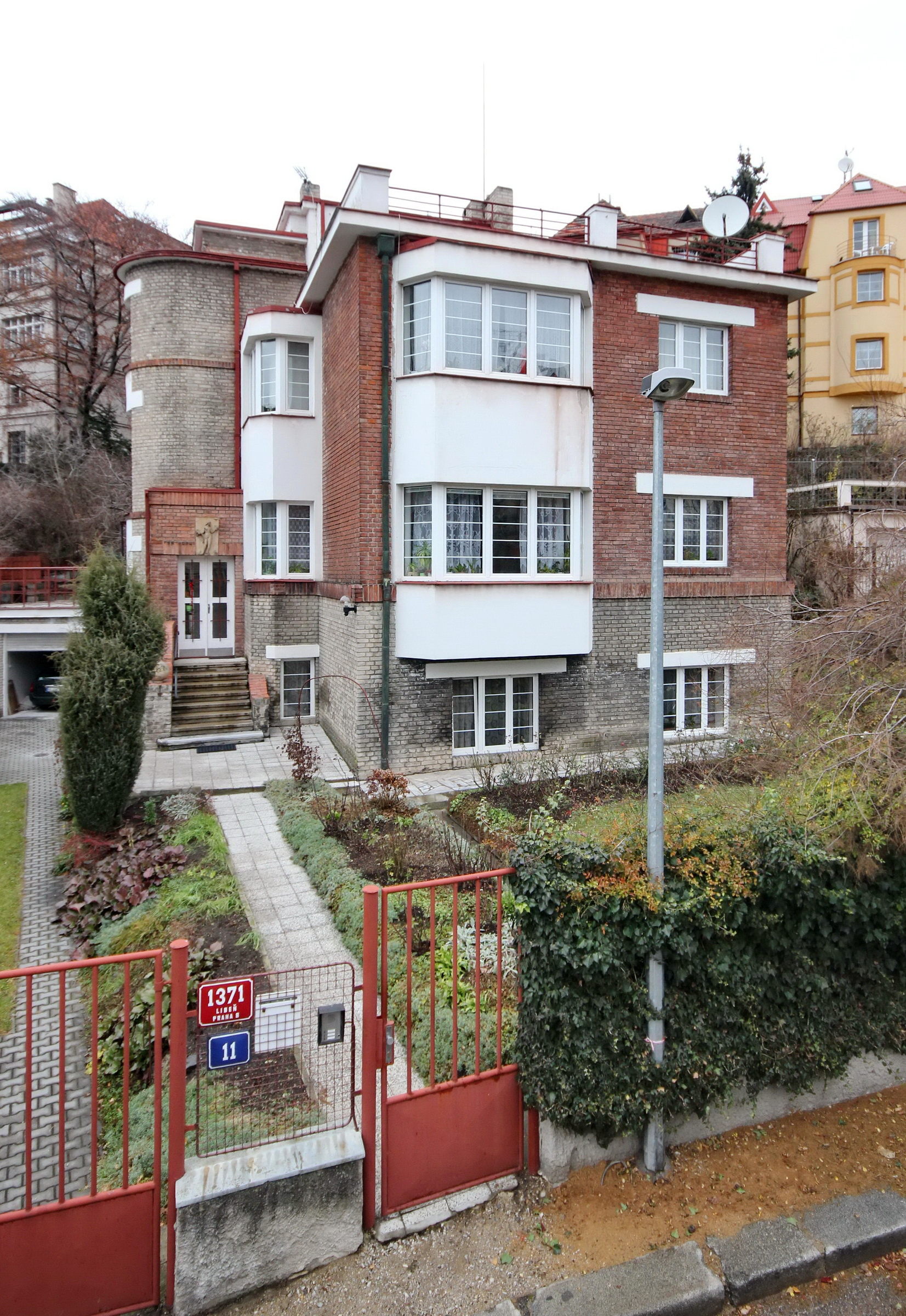
Rodinný dům v Libni, Valčíkova 11